# Tappeh Ganjī
Tappeh Ganjī (persiska: تپه گجی, تپّه گچی, Tappeh Gojī, Tappeh Gachī, تپه گنجی) är en ort i Iran.   Den ligger i provinsen Lorestan, i den västra delen av landet, 300 km sydväst om huvudstaden Teheran. Tappeh Ganjī ligger 1 654 meter över havet och antalet invånare är 821.
Terrängen runt Tappeh Ganjī är varierad. Tappeh Ganjī ligger nere i en dal. Runt Tappeh Ganjī är det ganska tätbefolkat, med 72 invånare per kvadratkilometer. Närmaste större samhälle är Chaghalvandī, 3,5 km sydost om Tappeh Ganjī. Omgivningarna runt Tappeh Ganjī är i huvudsak ett öppet busklandskap.